# تونگ رن تانگ
تونگ رن تانگ (انگلیسی: Tong Ren Tang) شرکت داروسازی چینی است، که در سال ۱۶۶۹ تأسیس شد.